# Thomas Lang
Thomas Lang, né à Vienne en Autriche le 5 août 1967, est un batteur et compositeur autrichien. Il est le membre fondateur du trio de metal progressif stOrk.

## Discographie
- Something Along Those Lines (2007)
- Creative Coordination (2006)
- Creative Control (2003)
- Mediator (1995)
- Vienna Art Orchestra - Songs and other Adventures
- Vienna Art Orchestra - Art and Fun

## Équipement
Kit actuel : Batterie DW
- Collector's Series Maple

Cymbales : MEINL
- 20" Byzance Vintage Sand Ride
- 13" Byzance Brilliant Fast Hihat
- 14" Byzance Brilliant Fast Hihat
- 15" Byzance Traditional Medium Hihat
- 8" Classics Traditional Bell
- 10" Byzance Traditional Splash
- 12" Generation X Filter China
- 10" Generation X Filter China
- 15" Generation X China Crash
- 19" Generation X China Crash